# Schelfak

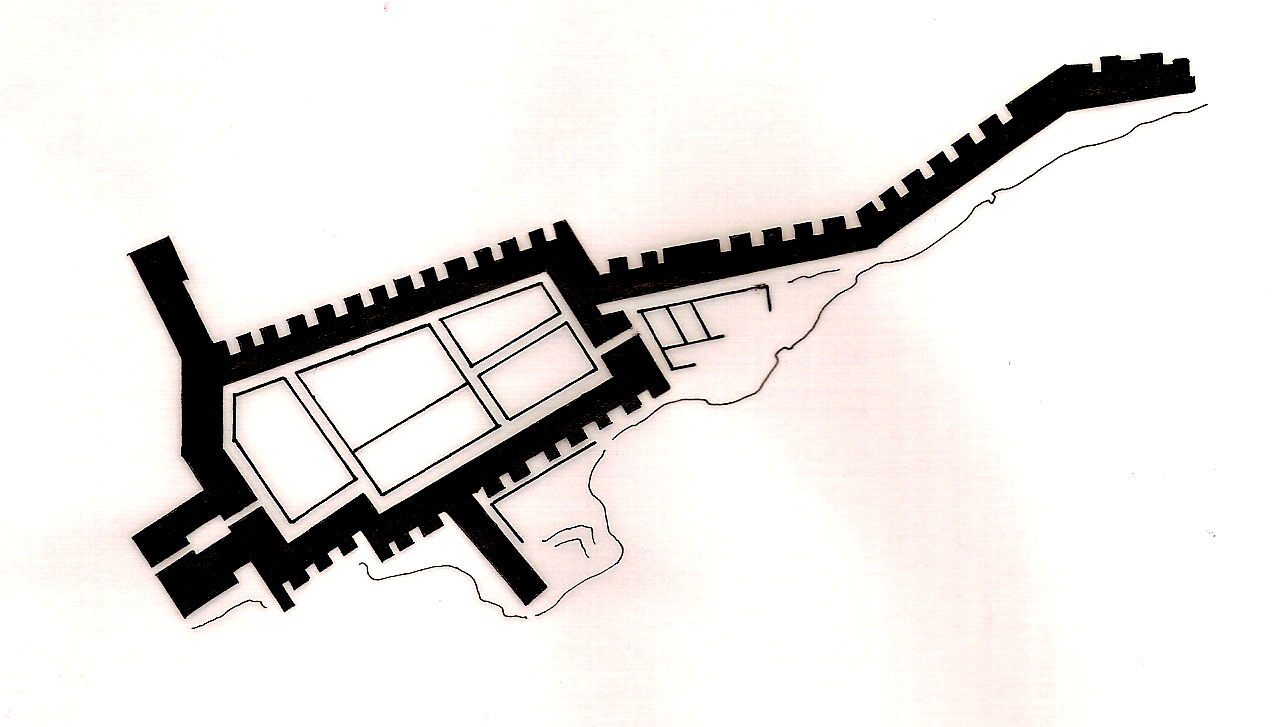
Plan der Festung

Schelfak (altägyptisch: Uaf-chasti [Wˁf-ḫ3s.t.j] Der die Fremdlandbewohner niederbeugt) ist eine Grenzfestung des Alten Ägyptens in Nubien, auf dem Gebiet des heutigen Sudan. Sie liegt etwa fünf Kilometer nördlich von Uronarti.

## Die Anlage
Die Festung liegt auf der Westseite des Nils. Sie ist ähnlich wie das Fort von Uronarti aufgebaut, ist dabei nur etwas kleiner in ihren Dimensionen. Die Festung bestand aus einem Hauptteil mit diversen Kasernen, Verwaltungsgebäuden, Speicheranlagen und starken, fast fünf Meter dicken Mauern. Im Osten gibt es einen Flügel, der fast 100 m lang ist und nur aus einer Mauer mit Bastionen besteht. Dieser Flügel verlief parallel zum Nil. Neben der Festung fand sich ein kleiner Friedhof des Mittleren Reiches. Einige wenige Funde belegen auch die Anwesenheit römerzeitlicher Nubier.
Schelfak wurde durch Pharao Sesostris III. (1878–1842/1840 v. Chr.) errichtet und ist noch heute vorhanden. Ausgrabungen fanden 1931 unter der Leitung der Harvard University und des Museum of Fine Arts, Boston statt. Die Grabungsleitung hatte Noel F. Wheeler inne. Seit 2017 gräbt hier Claudia Näser vom University College London.